# The Koxx
The Koxx (Hangul: 칵스) é uma banda de indie rock sul-coreana formada em 2009. A banda também está envolvida na produção de músicas k-pop.

## História
Em 2008, The Koxx reuniu-se e tocou para uma festa de fim de ano com os amigos. Depois, eles formaram uma banda em 2009 e estrearam no reality show Hello Rookie. Eles lançaram seu primeiro EP, Enter em 15 de junho de 2010. Em 15 de junho de 2011, The Koxx lançou seu primeiro álbum de estúdio, Access OK. No final do ano, The Koxx realizou seu primeiro show solo, Success OK e foi em uma turnê no Japão, tocando em clubes de Tóquio, Osaka e Nagoya.
The Koxx ganhou o prêmio "Descoberta do Ano" em 22 de fevereiro de 2012, durante o Gaon Chart K-Pop Awards. Em2012, a banda começou a aparecer no reality show Top Band 2, da KBS. Em 26 de junho de 2012, eles lançaram seu segundo EP, Bon Voyage. The Koxx entrou em hiato em 2013, quando vários de seus membros começaram seu serviço militar.
Em 2015, The Koxx anunciou que iria tocar no Fuji Rock Festival, e que eles estavam trabalhando para lançar um novo álbum no mesmo ano.

## Membros
- Lee Hyunsong (이현송) - Vocal, Guitarra
- Lee Sooryun (이수륜) - Guitarra
- Park Sunbin (박선빈) - Baixo
- Shaun (숀) - Sintetizadores

### Membros passados
- Shin Saron (신사론) - Bateria

## Discografia

### Álbuns de estúdio
| Título                                             | Detalhes do álbum                                                                                    | Pico de posições do gráfico |
| Título                                             | Detalhes do álbum                                                                                    | KOR                         |
| -------------------------------------------------- | --- | --------------------------- |
| Acess OK                                           | - Lançado em 15 de junho de 2011 - Gravadora: Happy Robot Records - Formato: CD, download digital    | —                           |
| The New Normal                                     | - Lançado em 10 de novembro de 2015 - Gravadora: Happy Robot Records - Formato: CD, download digital | —                           |
| "—" denota que o lançamento não entrou no gráfico. | |                             |

### Extended plays
| Título                                             | Detalhes do álbum                                                                                 | Pico de posições do gráfico |
| Título                                             | Detalhes do álbum                                                                                 | KOR                         |
| -------------------------------------------------- | ------------------------------------------------------------------------------------------------- | --------------------------- |
| Enter                                              | - Lançado em 15 de junho de 2010 - Gravadora: Happy Robot Records - Formato: CD, download digital | —                           |
| Bon Voyage                                         | - Lançado em 26 de junho de 2012 - Gravadora: Happy Robot Records - Formato: CD, download digital | —                           |
| Red                                                | - Lançado em 19 de julho de 2017 - Gravadora: Happy Robot Records - Formato: CD, download digital | 42                          |
| "—" denota que o lançamento não entrou no gráfico. |                                                                                                   |                             |

### Singles
| Título                                             | Ano  | Pico de posições do gráfico | Álbum          |
| Título                                             | Ano  | KOR                         | Álbum          |
| -------------------------------------------------- | ---- | --------------------------- | -------------- |
| "Jump to the Light"                                | 2011 | —                           | Access OK      |
| "Oriental Girl"                                    | 2011 | —                           | Access OK      |
| "You're Not Others" (넌 남이 아냐)                 | 2011 | —                           | Tribute 90     |
| "Trojan Horse"                                     | 2015 | —                           | The New Normal |
| "—" denota que o lançamento não entrou no gráfico. |      |                             |                |